# لوران دوس سانتوس
لوران دوس سانتوس (بالفرنسية: Laurent Dos Santos)‏ (21 سبتمبر 1993 بمونمورانسي في فرنسا - ) هو لاعب كرة قدم فرنسي في مركز الوسط. لعب مع نادي غانغون.

## روابط خارجية
- لوران دوس سانتوس على موقع رابطة كرة القدم الفرنسية للمحترفين (الإنجليزية)
- لوران دوس سانتوس على موقع قاعدة بيانات كرة القدم.إي يو (الإنجليزية)
- لوران دوس سانتوس على موقع ليكيب (الفرنسية)
- لوران دوس سانتوس على موقع Soccerway.com (الإنجليزية)